# Masters of Chant
Masters of Chant är Gregorians andra studioalbum, utgivet den 6 december 1999.

## Låtförteckning
1. "Brothers in Arms" [Mark Knopfler) – 5:09 (original av Dire Straits)
2. "Scarborough Fair" (traditional) – 4:06
3. "Tears in Heaven" (Eric Clapton, Will Jennings) – 4:43 (original av Eric Clapton)
4. "Still I'm Sad" (Jim McCarty, Paul Samwell-Smith) – 4:02 (original av The Yardbirds)
5. "When a Man Loves a Woman" (Calvin Lewis, Andrew Wright) – 4:08 (original av Percy Sledge)
6. "Nothing Else Matters" (James Hetfield, Lars Ulrich) – 5:30 (original av Metallica)
7. "Fade to Grey" (Billy Currie, Christopher Payne, Midge Ure) – 3:38 (original av Visage)
8. "Losing My Religion" (Bill Berry, Peter Buck, Mike Mills, Michael Stipe) – 5:01 (original av R.E.M.)
9. "Vienna" (Midge Ure, Chris Cross, Warren Cann, Billy Currie) – 4:22 (original av Ultravox)
10. "The Sound of Silence" (Paul Simon) – 3:35 (original av Simon and Garfunkel)
11. "Sebastian" (Steve Harley) – 3:05 (original av Steve Harley & Cockney Rebel)
12. "Don't Give Up" (Peter Gabriel och Kate Bush) (med Sarah Brightman) (Peter Gabriel) – 5:22 (original av Peter Gabriel med Kate Bush)

### Bonusspår på återutgåvan
1. "Save a Prayer" (Simon Le Bon, Roger Taylor, Roger Taylor, Andy Taylor, Nick Rhodes) – 4:54 (original av Duran Duran)
2. "I Still Haven't Found What I'm Looking For" (radio version) (U2) – 4:14 (original av U2)